# 드미트리 바벤코
드미트리 알렉산드로비치 바벤코(러시아어: Дми́трий Алекса́ндрович Бабе́нко, 1985년 3월 22일~)는 카자흐스탄의 스피드스케이팅 선수이다. 2006, 2010, 2014 동계 올림픽에 카자흐스탄 국가대표로 참가했으며, 2006년 아시아 선수권 대회 금메달, 2011년 아시안 게임에서 메달 4개를 획득하였다.

## 선수 경력
카자흐스탄의 페트로파블에서 태어난 바벤코는 2003년에 주니어 스피드스케이팅 국가대표가 되어 일본 구시로에서 열린 세계 주니어 선수권대회에 참가했으나 좋은 성적을 거두지 못했다. 2006년에는 이탈리아 토리노에서 열린 올림픽에 4명의 국가대표 중 한 사람으로서 참가하여, 5000m 부문에서 23위를 기록하였다. 같은 해에 중화인민공화국 하얼빈에서 열린 아시아 선수권 대회에 참가하여 5000m와 10000m 부문에서 금메달을 따면서 종합 부문 우승을 차지하였다. 이듬 해에 열린 2007 창춘 아시안 게임에도 참가하여 500m 부문에서 일본의 히라코 히로키, 대한민국의 여상엽의 뒤를 이어 동메달을 획득하여 카자흐스탄 선수로서는 유일한 메달을 획득했다.
캐나다의 밴쿠버에서 열린 2010년 동계 올림픽에서는 5000m 부문에 출전하여 15위를 기록하였다. 이듬 해인 2011년, 모국 카자흐스탄의 아스타나와 알마티에서 열린 2011년 동계 아시안 게임에서는 대한민국의 이승훈 같은 선수들과 겨뤘으나 금메달을 획득하지 못하고, 은메달 2개, 동메달 2개를 획득하였다. 바벤코는 1500m 부문에서 모태범을 누르고 금메달을 획득한 데니스 쿠진과 함께 2011 아시안 게임에서 스피드스케이팅 개인 종목 메달을 획득한 단 2명 뿐인 카자흐스탄 선수이다. 헤이렌베인에서 열린 2012년 종목별 세계 선수권 대회에서는 5000m, 10000m 부문 모두 12위를 차지했으며, 러시아 소치에서 열린 2013년 세계 종목별 선수권대회에서는 1500m 부문 21위, 5000m 부문 19위를 기록하였다.